# Гриз, Джон
Джон Гриз (англ. Jon Gries, род. 17 июня 1957) — американский актёр, режиссёр, продюсер и сценарист.

## Биография
Джон Гриз родился 17 июня 1957 года в Глендейле, Калифорния; сын Тома Гриза. Свою первую роль в кино он исполнил в 11 лет, когда он играл мальчика Горация в фильме Чарлтона Хестона «Уилл Пенни». Гриз снимался во многих культовых фильмах: он играл Лазло Холифелда в фильме «Настоящий гений», Ронни Уингайта в комедии «Достать коротышку» и дядю Рико в «Наполеоне Динамите». Гризу даже приходилось играть оборотней в фильмах «Взвод монстров» и «Ночь страха 2». Он играл и в исторических фильмах: к примеру — «Последний сентябрь». В 2008 году он сыграл Кейси в боевике «Заложница»
.
Среди его телевизионных ролей наиболее известные: роль террориста Джозефа Уолда в телесериале «24 часа», роль Брутса в «Притворщике» и роль Роджера Лайнуса в известном американском телесериале «Остаться в живых». Остальные сериалы в которых он снимался: «Секретные материалы», «Мартин», «Квантовый скачок», «Сайнфелд», «Беверли-Хиллз, 90210», «C.S.I.: Место преступления Нью-Йорк», «Лас-Вегас», «Скорая помощь», «Фэлкон Крест» и «Скорая помощь».

## Фильмография
| Год       |    | Русское название                    | Оригинальное название | Роль                 |
| --------- | -- | ----------------------------------- | --------------------- | -------------------- |
| 1968      | ф  | Уилл Пенни                          | Will Penny            | Гораций              |
| 1983      | ф  | Джойстики                           | Joysticks             | «Король видеоигр»    |
| 1985      | ф  | Настоящий гений                     | Real Genius           | Лазло Холифелд       |
| 1987      | ф  | Взвод монстров                      | The Monster Squad     | оборотень            |
| 1988      | ф  | Ночь страха 2                       | Fright Night, Part 2  | Луи                  |
| 1989—1991 | с  | Квантовый скачок                    | Quantum Leap          | Флэш МакКрэт         |
| 1990      | с  | Фэлкон Крест                        | Falcon Crest          | Стоун                |
| 1990      | тф | Рэйнбоу Драйв                       | Rainbow Drive         | Эззолини             |
| 1992—1994 | с  | Мартин                              | Martin                | Шоун                 |
| 1994      | с  | Секретные материалы                 | The X-Files           | Сальватор Матола     |
| 1994      | с  | Беверли-Хиллз, 90210                | Beverly Hills, 90210  | Доп Дилер            |
| 1995      | ф  | Достать коротышку                   | Get Shorty            | Ронни Уингайт        |
| 1995—1998 | с  | Сайнфелд                            | Seinfeld              | Расти                |
| 1996—2000 | с  | Притворщик                          | The Pretender         | Брутс                |
| 1997      | ф  | Люди в чёрном                       | Men in Black          | Ник                  |
| 2001      | с  | Скорая помощь                       | ER                    | адвокат Марти Нэсмит |
| 2002      | с  | 24 часа                             | 24                    | Джозеф Уолд          |
| 2003      | ф  | Сокровище Амазонки                  | The Rundown           | Харви                |
| 2003      | ф  | Потерянный в снегах                 | The Snow Walker       | Пирс                 |
| 2004      | ф  | Наполеон Динамит                    | Napoleon Dynamite     | дядя Рико            |
| 2004      | с  | Лас-Вегас                           | Las Vegas             | Грег Уолкер          |
| 2007—2010 | с  | Остаться в живых                    | Lost                  | Роджер Лайнус        |
| 2007      | ф  | Последний сентябрь                  | September Dawn        | Джон Д. Ли           |
| 2008      | ф  | Заложница                           | Taken                 | Кейси                |
| 2008      | с  | C.S.I.: Место преступления Нью-Йорк | CSI: NY               | Джим Уоррен          |
| 2009      | ф  | Сумасшедший на воле                 | Crazy on the Outside  | Эдгар                |
| 2012      | ф  | Заложница 2                         | Taken 2               | Кейси                |
| 2015      | ф  | Заложница 3                         | Taken 3               | Кейси                |